# Évreux Volley-ball 2021-2022
Questa voce raccoglie le informazioni riguardanti l'Évreux Volley-ball nelle competizioni ufficiali della stagione 2021-2022.

## Organigramma societario
Area direttiva
- Presidente: Nathalie Perret Trunet
- Team manager: Flavien Rigal

Area tecnica
- Allenatore: Flavien Rigal

## Rosa
| N° | Nome                | Ruolo | Data di nascita  | Nazionalità sportiva |
| -- | ------------------- | ----- | ---------------- | -------------------- |
| 1  | Berthrade Bikatal   | S     | 23 luglio 1992   | Camerun              |
| 2  | Mathilde Benoît     | L     | 8 febbraio 2004  | Francia              |
| 3  | Marija Vujnović     | S     | 11 maggio 1997   | Serbia               |
| 4  | Dominika Drobňáková | S     | 4 giugno 1992    | Slovacchia           |
| 5  | Sabine Haewegene    | S     | 9 maggio 1994    | Francia              |
| 8  | Manon Braunsteffer  | C     | 12 luglio 2001   | Francia              |
| 9  | Mathilde Walspeck   | P     | 4 maggio 1997    | Francia              |
| 10 | Constance Plat      | C     | 2 luglio 1999    | Francia              |
| 11 | Anaïs Robert        | P     | 18 febbraio 1999 | Francia              |
| 12 | Lucie Dekeukelaire  | L     | 23 maggio 1993   | Francia              |
| 14 | Radostina Marinova  | O     | 2 ottobre 1998   | Bulgaria             |
| 16 | Deyshia Lofton      | C     | 12 ottobre 1998  | Stati Uniti          |
| 17 | Stéphanie Sarmezan  | C     | 25 luglio 2005   | Francia              |
| 19 | Santita Ebangwese   | C     | 18 gennaio 1997  | Stati Uniti          |